# Dieceza de Győr

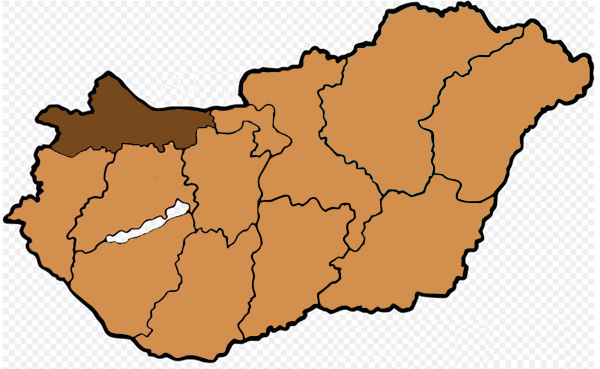
Localizarea jurisdicţiei diecezei pe harta Ungariei

Dieceza romano-catolică de Győr (în latină Dioecesis Iaurinensis) este una dintre cele douăsprezece episcopii ale Bisericii Romano-Catolice din Ungaria, cu sediul în orașul Győr. Ea se află în provincia mitropolitană a Arhidiecezei de Esztergom-Budapesta.

## Istoric
Episcopia de Győr a fost fondată în anul 1009 de către regele Ștefan I al Ungariei. Ea a fost sufragană a Arhiepiscopiei de Esztergom. În anul 1526 episcopul Balázs Paksy a murit în bătălia de la Mohács, terminată cu victoria Imperiului Otoman. După înfrângerea și dezmembrarea Regatului Ungariei episcopia nu a mai beneficiat de ajutorul statului. În secolul al XVIII-lea, după ofensiva Imperiului Habsburgic, și-a recăpătat statutul și importanța.
Între anii 1941-1945 episcop de Győr a fost sighișoreanul Vilmos Apor, drept între popoare, împușcat în reședința episcopală de soldați ai armatei roșii.